# Rodolfo Olgiati
Pour les articles homonymes, voir Olgiati.
Rodolfo Olgiati (né le 30 juin 1905 à Lugano et décédé le 31 mai 1986 à Berne) était un pédagogue et un humanitaire suisse.

## Biographie

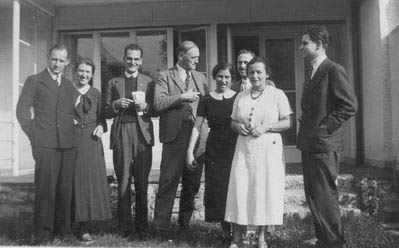
Comité du Service civil international en 1936, Olgiati est troisième depuis la gauche, à côté de Pierre Ceresole

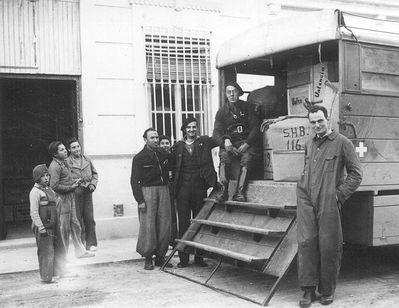
Aide en Espagne en 1937, Olgiati est au premier plan

Rodolfo est le fils d'Emilio Olgiati et de Fanny Pozzy. Il a fait sa scolarité à Coire et à Berne, suivie par des études de mathématiques et de physique à l'École polytechnique fédérale de Zurich. Il a fait ses débuts dans la vie professionnelle comme enseignant dans le Hesse en Allemagne de 1929 à 1932. Puis il a vécu brièvement en Angleterre et en Italie. Il épouse Irma Ida Schneider en 1938, et se fera appeler parfois « Olgiati-Schneider ».
De 1935 à 1941, il est secrétaire du Service civil international, puis il accumule dans les années d'avant, pendant et après la Seconde Guerre mondiale plusieurs engagements : fondateur puis dirigeant de 1937 à 1939 de l'Ayuda Suiza en faveur des mères et des enfants victimes de la guerre civile espagnole qui devient le secteur « Secours aux enfants » de la Croix-Rouge suisse en 1942, et finalement directeur de 1944 à 1949 du Don suisse pour les victimes de la guerre (organisation initiée par le Conseil fédéral et coordonnant les efforts des grandes œuvres d'entraide suisses  dans dix-huit pays européens, devenue en 1948 l'Aide suisse à l'Europe, aujourd'hui Swissaid). 
Olgiati est considéré comme l'un des deux principaux fondateurs de l'organisation suisse d'aide au développement Helvetas. En 1947, alors qu'il est encore directeur du Don suisse, il écrit qu'« il est temps de passer de l’aide à la reconstruction en Europe au travail pour la paix dans les régions extra-européennes ». Il voit alors une nouvelle tâche pour l'aide suisse : le soutien aux pays à l'économie sous-développée, en dehors de l'Europe. Il est le premier en Suisse à concevoir l'aide dans un cadre global, à parler du bien-être  de tous les peuples. Le 18 juin 1955, à Zurich, une septantaine de personnes aux idéaux divers fondent l'association Aide suisse aux régions extra-européennes (ASRE) (en allemand Schweizerisches Hilfswerk für aussereuropäische Gebiete), qui devient Helvetas dix ans plus tard.
Olgiati travaille de 1949 à 1958 à Genève pour le CICR (puis de manière annexe jusqu'en 1970). Il est ensuite directeur d'un foyer protestant à Wartensee (canton de Saint-Gall). Il est membre de nombreuses organisations humanitaires, dont celles mentionnées plus haut, et milite pour l'introduction du service civil en Suisse.

## Distinctions
L'université de Bâle décerne en 1959 un doctorat honoris causa en médecine à Rodolfo Olgiati. 
Il est membre honoraire du Comité international de la Croix-Rouge depuis son retrait en 1970.

## Œuvres
- « Réflexions sur l'aide suisse dans l'après-guerre », Lausanne, 1944, 7 p., tiré à part de Suisse contemporaine
- (de) Nicht in Spanien hat's begonnen : von Erfahrungen und Erlebnissen internationaler Hilfsarbeit, Bern, H. Lang & Cie, 1944
- (de) Werkplätze einer Zukunft, Bern, H. Lang, 1975   (ISBN 326101444X)